# 賴光四天王
賴光四天王指源賴光之家臣，渡邊綱、坂田金時、卜部季武和碓井貞光四人。相傳平安時代，與源賴光一同征討土蜘蛛、酒吞童子等神話怪物，建立顯赫戰績。

## 出處
賴光四天王這個名詞在許多日本民間故事中都有提到，在《今昔物語》、《宇治拾遺物語》，室町時代的《御伽草子》，對四天王都有詳細的描述。